# Presa de relaves de Antamina
La presa de relaves de Antamina, también conocida como la instalación de embalse de relaves de Antamina, es una presa de relaves ubicada en el barranco de Huincush a 55 kilómetros (34 mi) al este de la Cordillera Blanca, en el distrito de San Marcos en la provincia de Huari de la región Áncash en Perú. El propósito de la presa es almacenar relaves procesados en la planta concentradora de Yanacancha de Antamina. En 2003, Golder Associates, Burnaby, BC fue galardonado con el 2002 Canadian Consulting Engineering Award por su diseño innovador de la presa.

## Diseño y operación
Como base para la presa, se construyó una presa de relleno de roca con cara de concreto de 130 metros (427 pies). A partir de ahí, la presa se eleva con relleno de roca con el lado aguas arriba protegido por una losa de hormigón. La presa de arranque original fue de 1050 metros (3445 pies) de longitud y cuando la presa alcanza su altura final de 240 metros (787 pies), serán 1300 metros (4265 pies)  de largo. La presa tendrá 570 000 000 toneladas (570 000 000 t) de relaves y se espera que la mina produzca 546 000 000 toneladas. Aguas arriba de la presa, una serie de canales y terraplenes desvían el agua del río Ayash de la entrada al embalse. Esto ayuda al medio ambiente y protege la estabilidad de la presa. El depósito está revestido con una geomembrana que controla la filtración de relaves en el medio ambiente. El agua liberada al medio ambiente se purifica para cumplir con los estándares y las descargas de la presa se mantienen al menos a 150 litros por segundo.
Antamina en la actualidad es uno de los mayores productores peruanos de concentrados de cobre y zinc, en términos de volumen de producción es una de las diez minas más grandes del mundo.